# Ямницер, Кристоф
Кристоф Ямницер (нем. Christoph Jamnitzer; 11 мая 1563, Нюрнберг — 22 декабря 1618, Нюрнберг) — немецкий рисовальщик-орнаменталист, гравёр, скульптор и ювелир эпохи позднего Северного Возрождения из Нюрнберга. Представитель маньеризма и раннего барокко в ювелирном искусстве.

## Биография
Кристоф Ямницер является представителем большой семьи «златокузнецов» (нем. Goldschmied), чеканщиков и ювелиров XV — начала XVII веков, выходцев из Вены, работавших в Нюрнберге, Бавария. Сын Ганса Второго Ямницера и внук знаменитого Венцеля Ямницера. Мастер местной гильдии златокузнецов и ювелиров с 1592 года.
В 1602 году Кристоф Ямницер был назначен членом Большого совета города Нюрнберга. Кристоф был женат на Кларе Глатц, вдове Эппенбах (1567—1640), у них было трое сыновей и дочерей. Кристоф был в Италии, в качестве скульптора был призван оформлять порталы ратуши. В его рисунках заметно влияние Микеланджело. В ювелирном искусстве и серии офортов «Новые гротески» сочетал пережитки готики с влияниями итальянского маньеризма и собственной невероятной фантазией.
С 1603 года Кристоф работал в Праге для императора Священной Римской империи Рудольфа II. изготавливал драгоценные кубки, ларцы, математические инструменты, украшенные в духе искусства маньеризма и барокко сложным орнаментом, изображениями животных и растений, мифологическими и аллегорическими фигурами. Из «Сокровищ саксов» (Schatzes der Sachsen) он сделал кубок в виде головы мавра с откидывающейся крышкой (в верхней части головы). Это необычное произведение можно увидеть в Баварском национальном музее в Мюнхене. Оригинален сосуд для вина из позолоченного серебра в виде орла (со съёмной головой). Когда-то он находился в сокровищнице короля Дании Кристиана IV. При распродаже коллекции в 1628 году «приобретён у иноземных купцов для царской казны». Ныне находится в собрании Оружейной палаты Московского Кремля (зал 5, витрина 35).

## Из серии офортов «Новые гротески» (Das Neuw Grottesken Buch). 1610

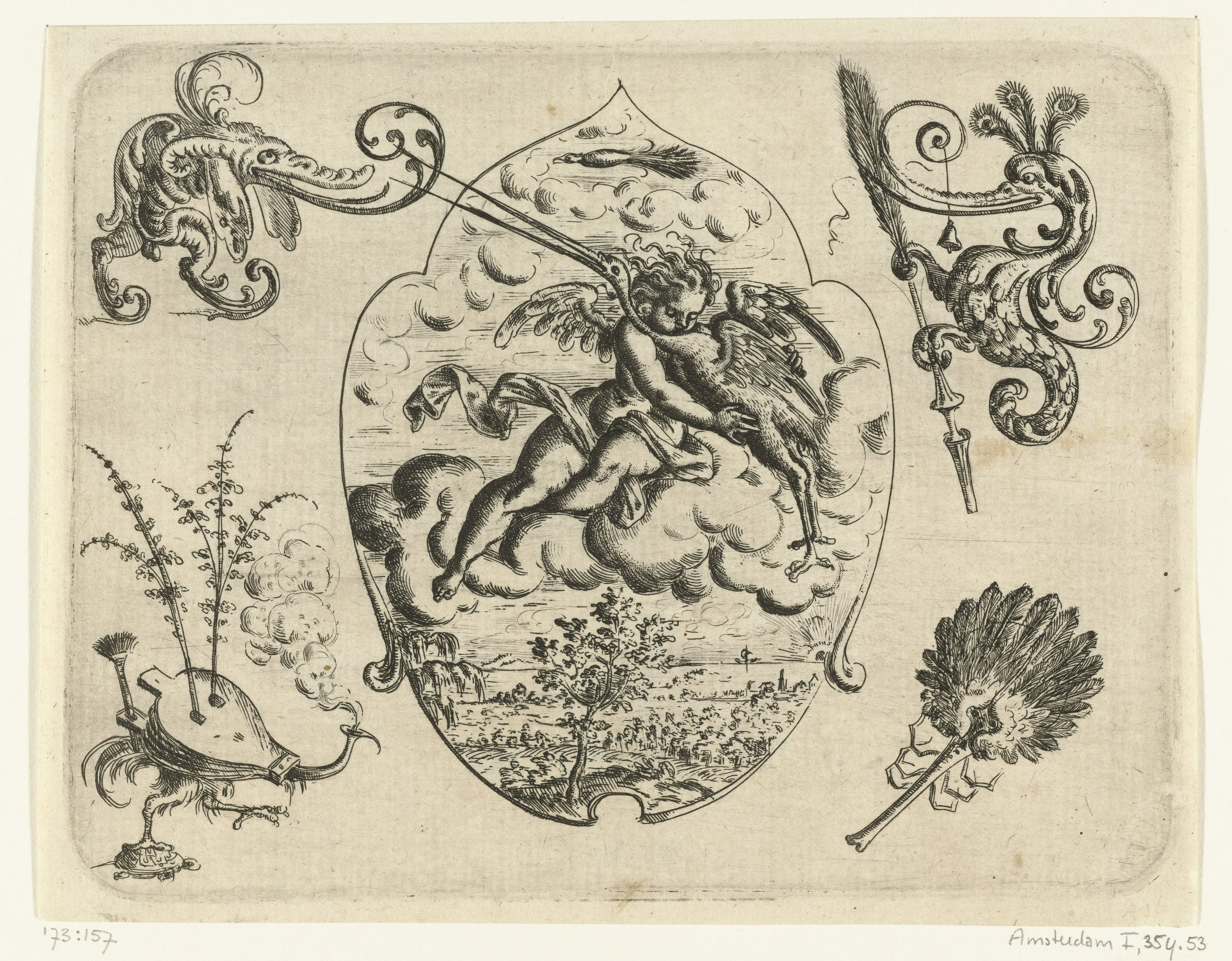
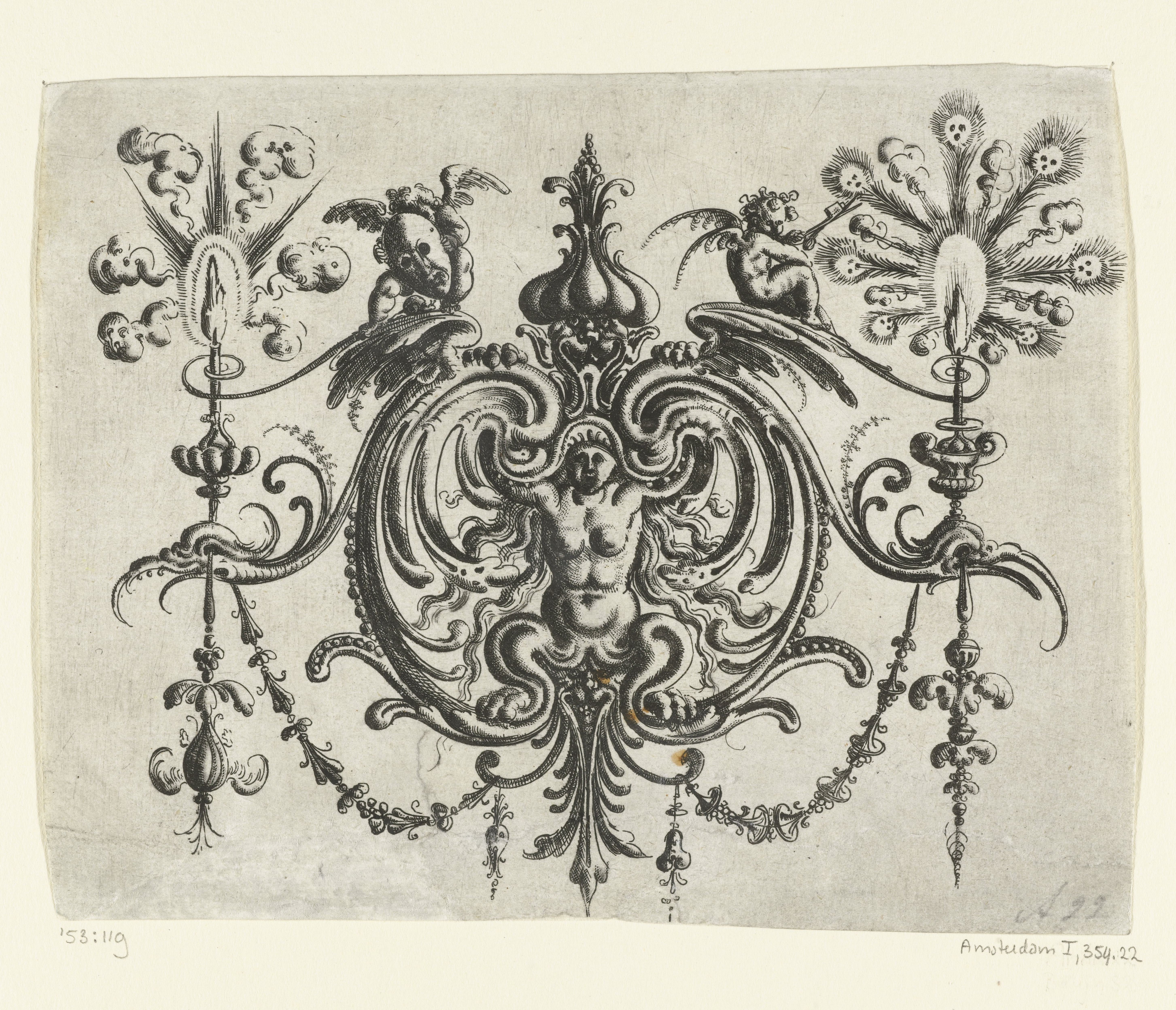
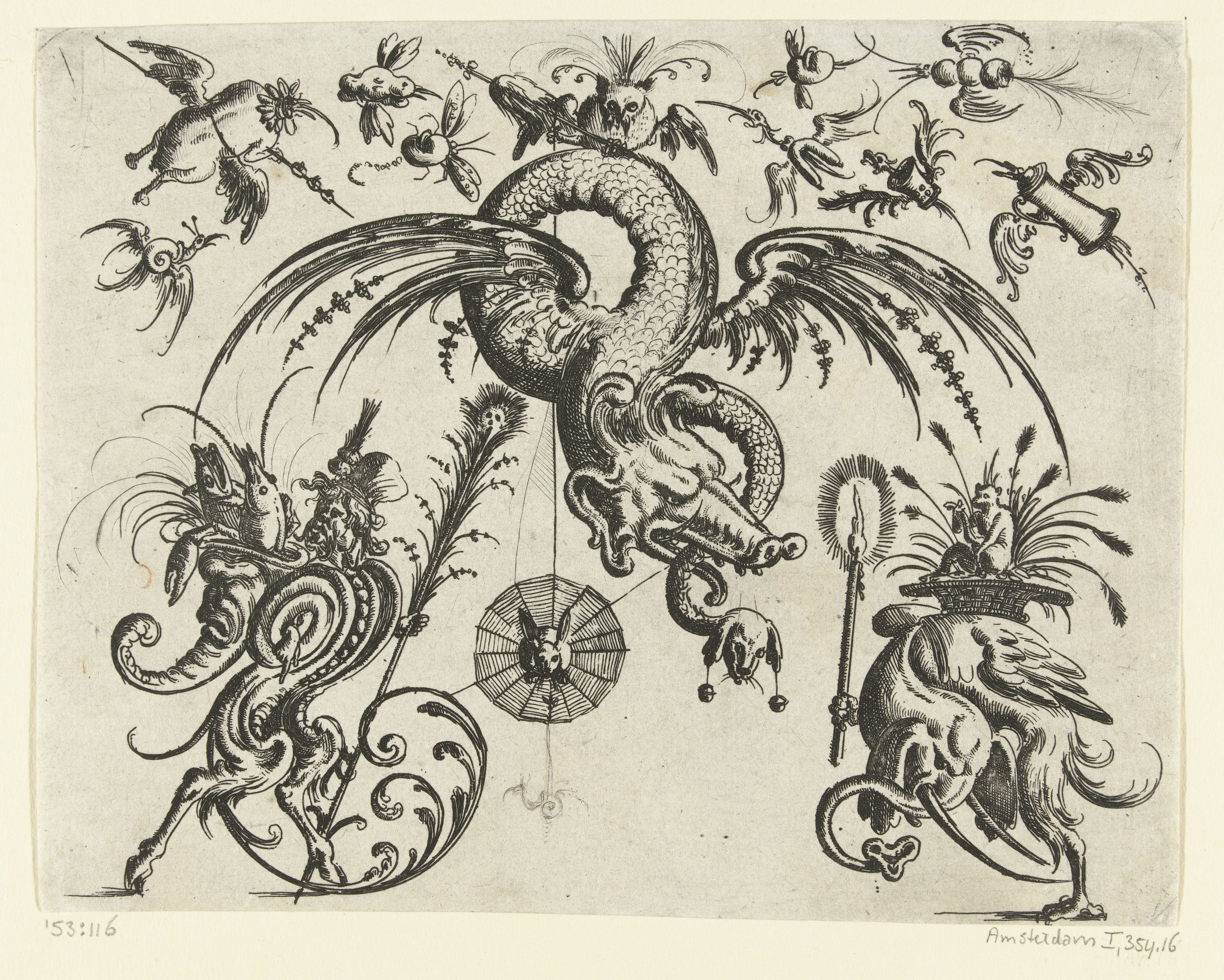
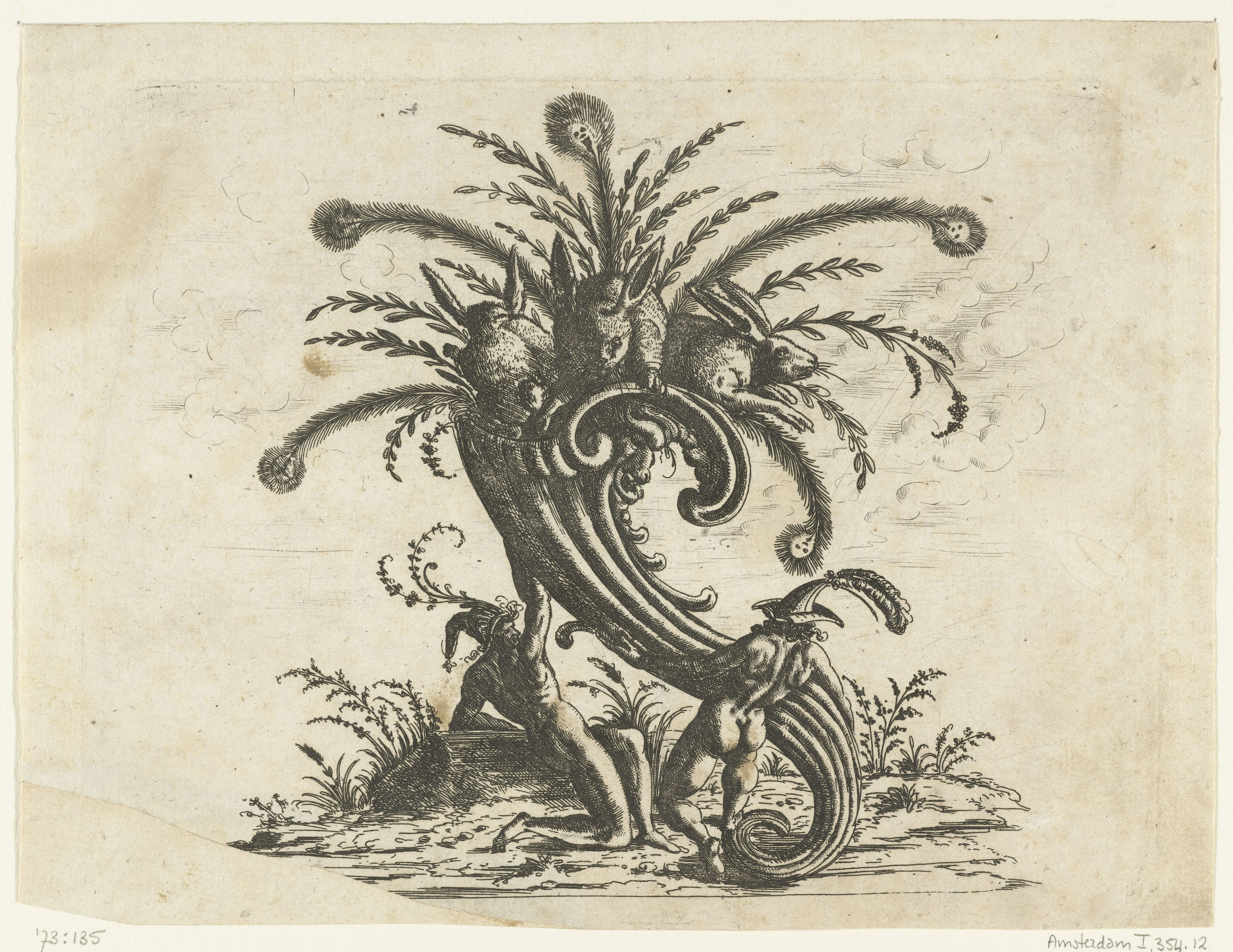
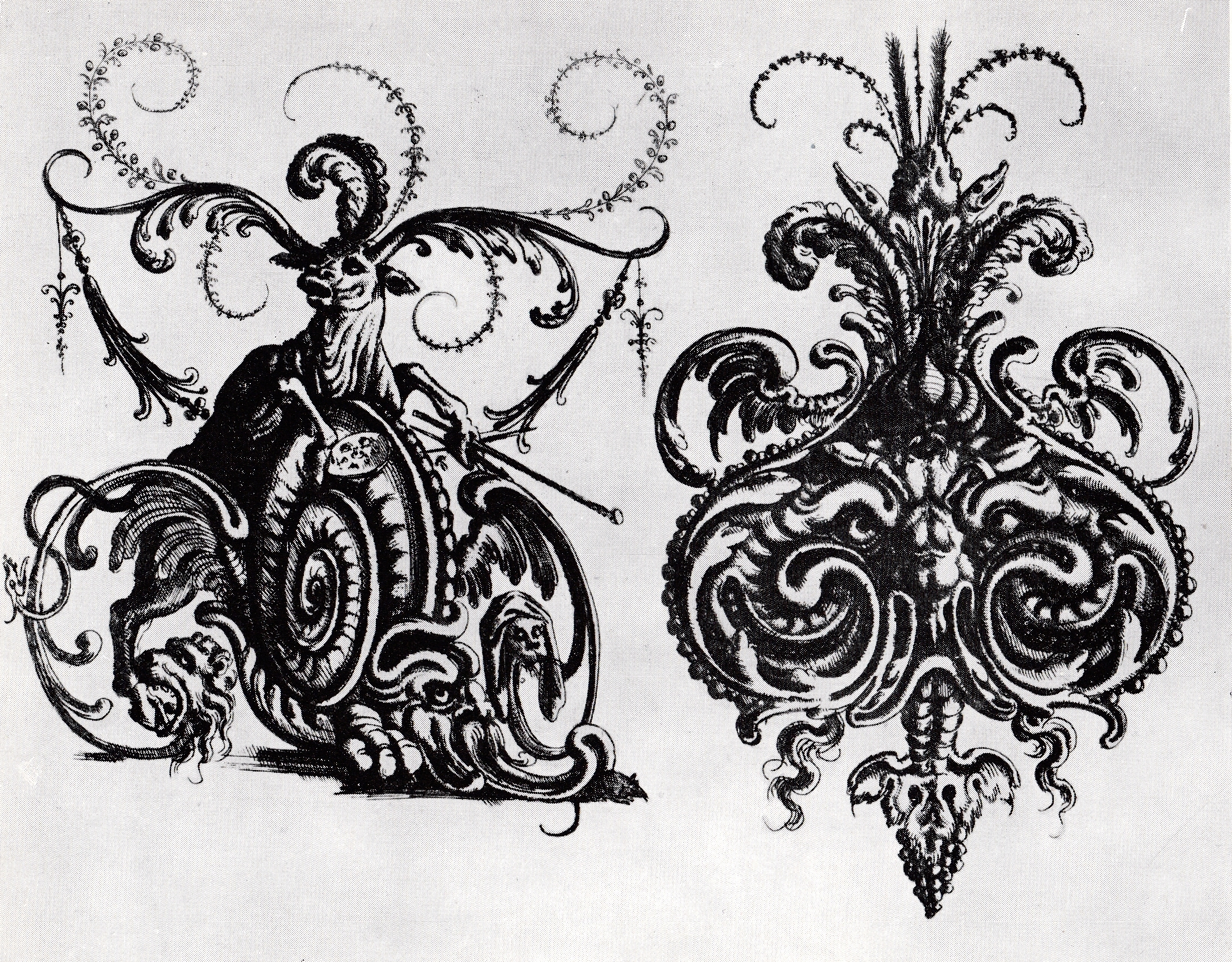
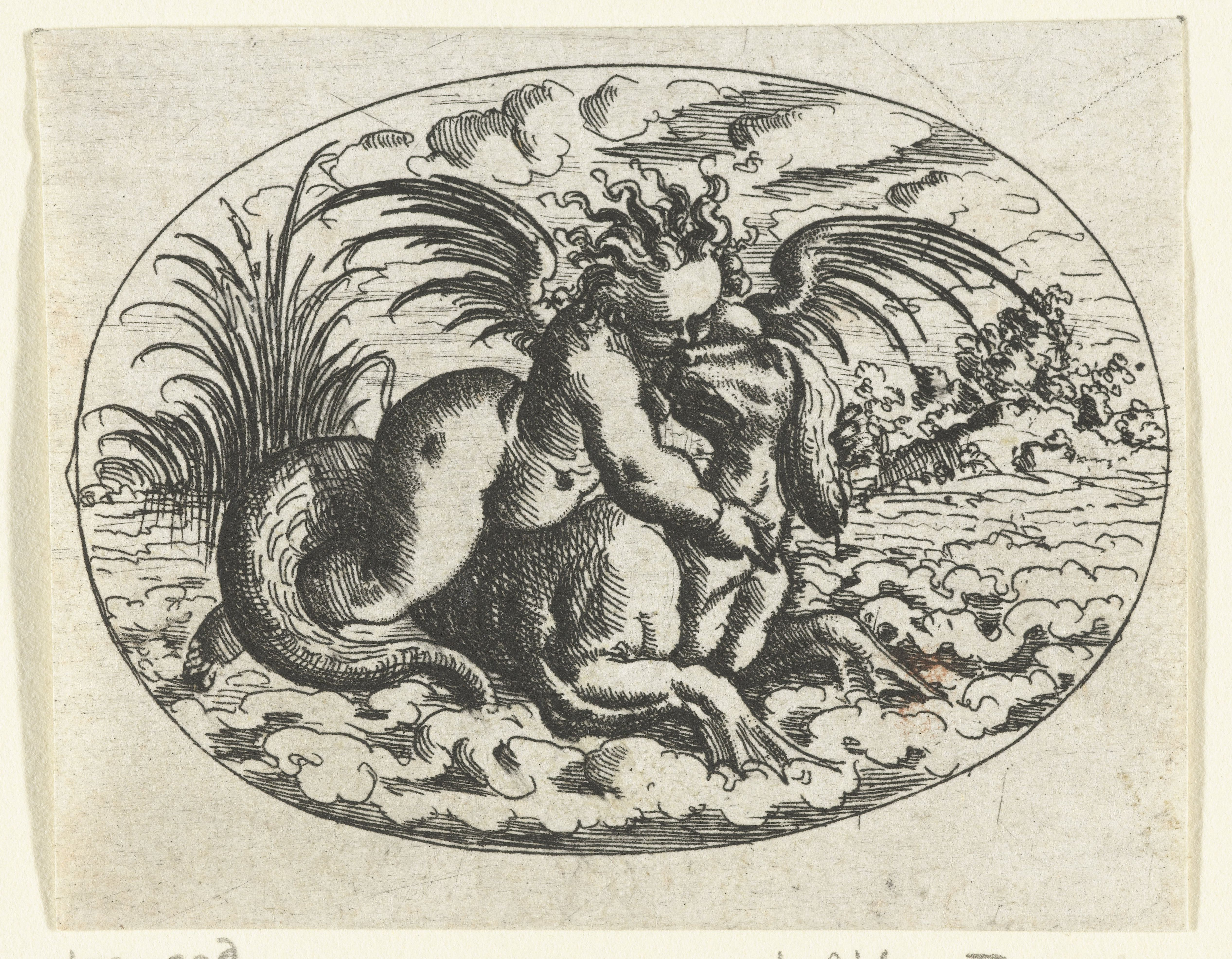
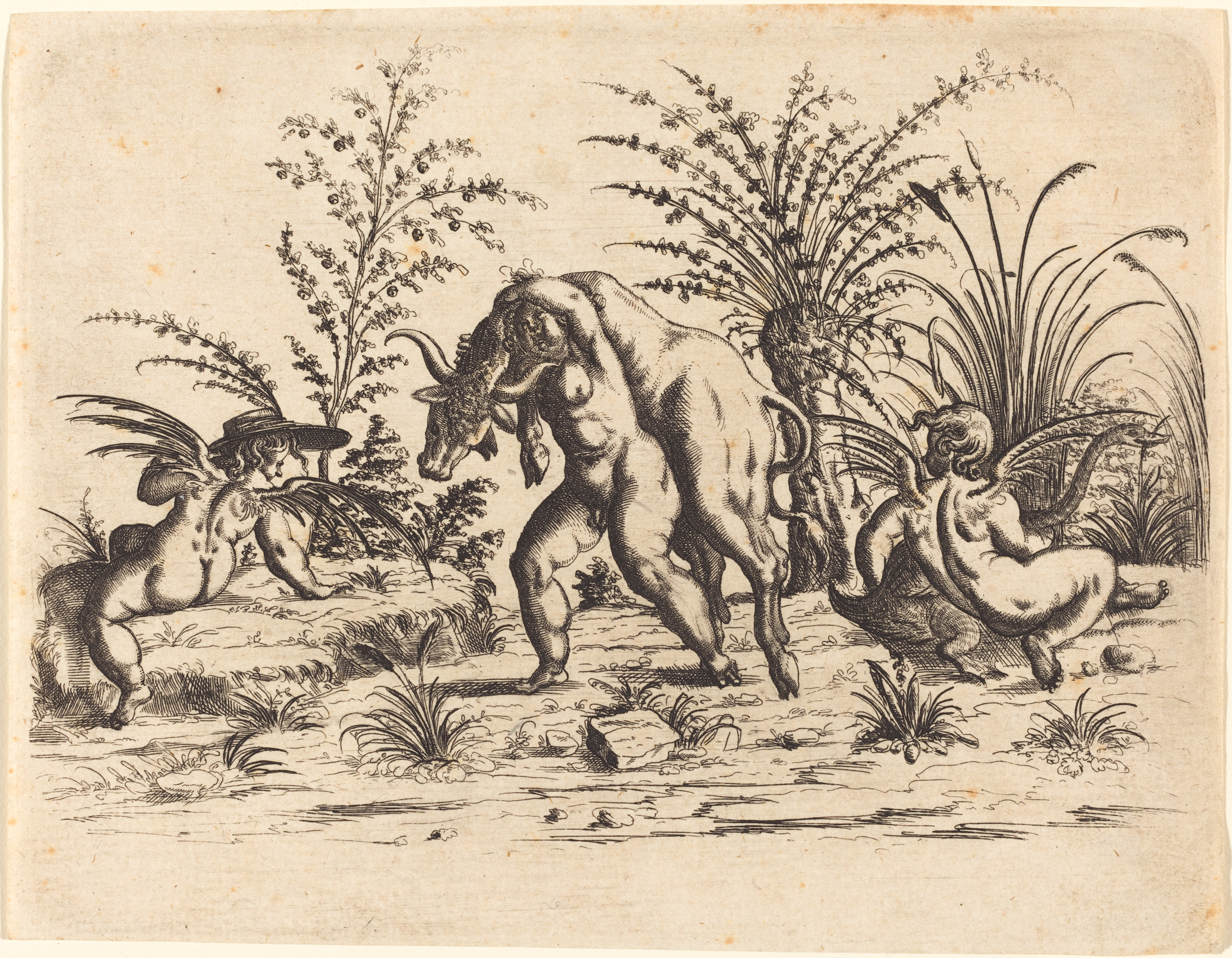
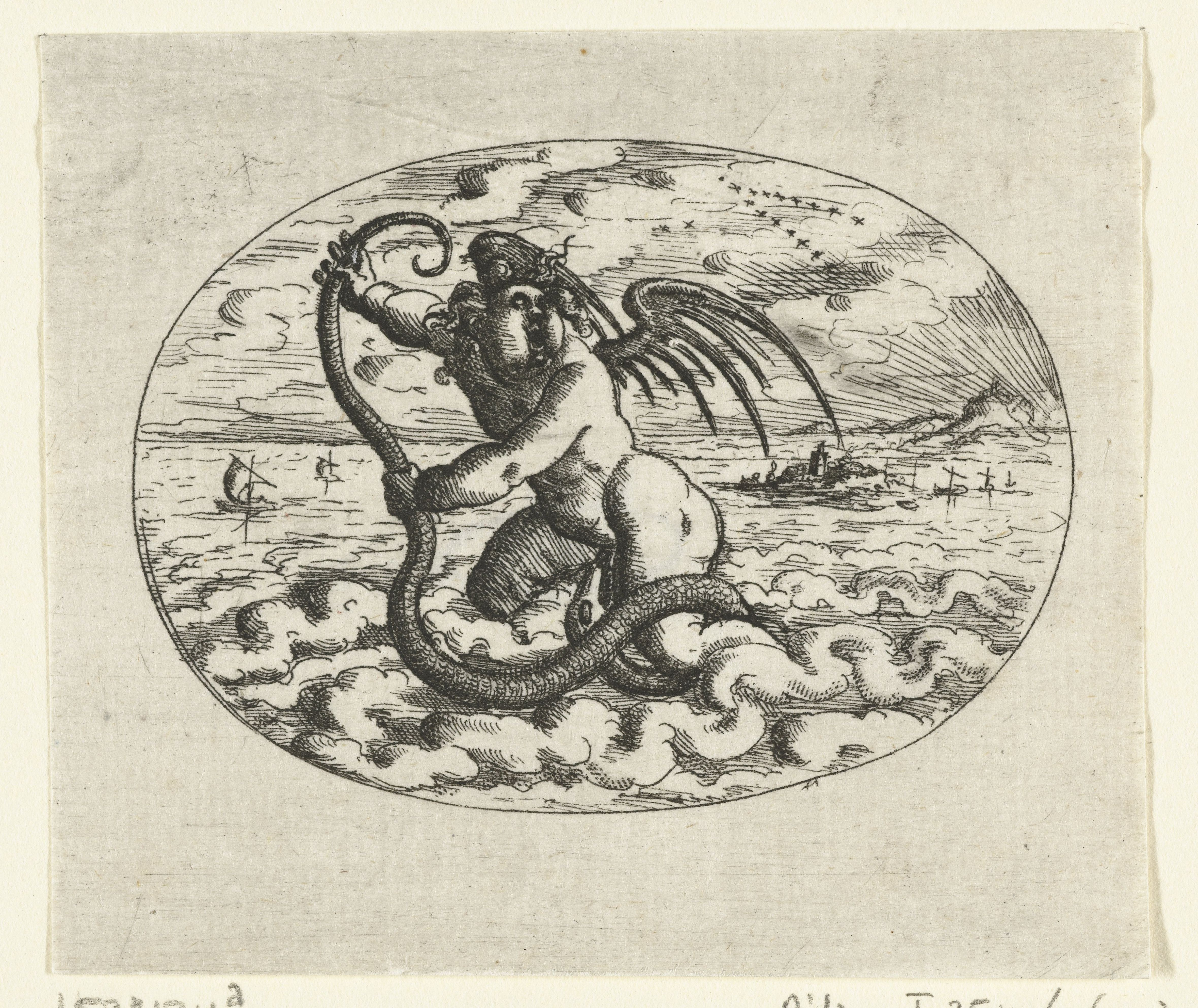

## Галерея ювелирных изделий

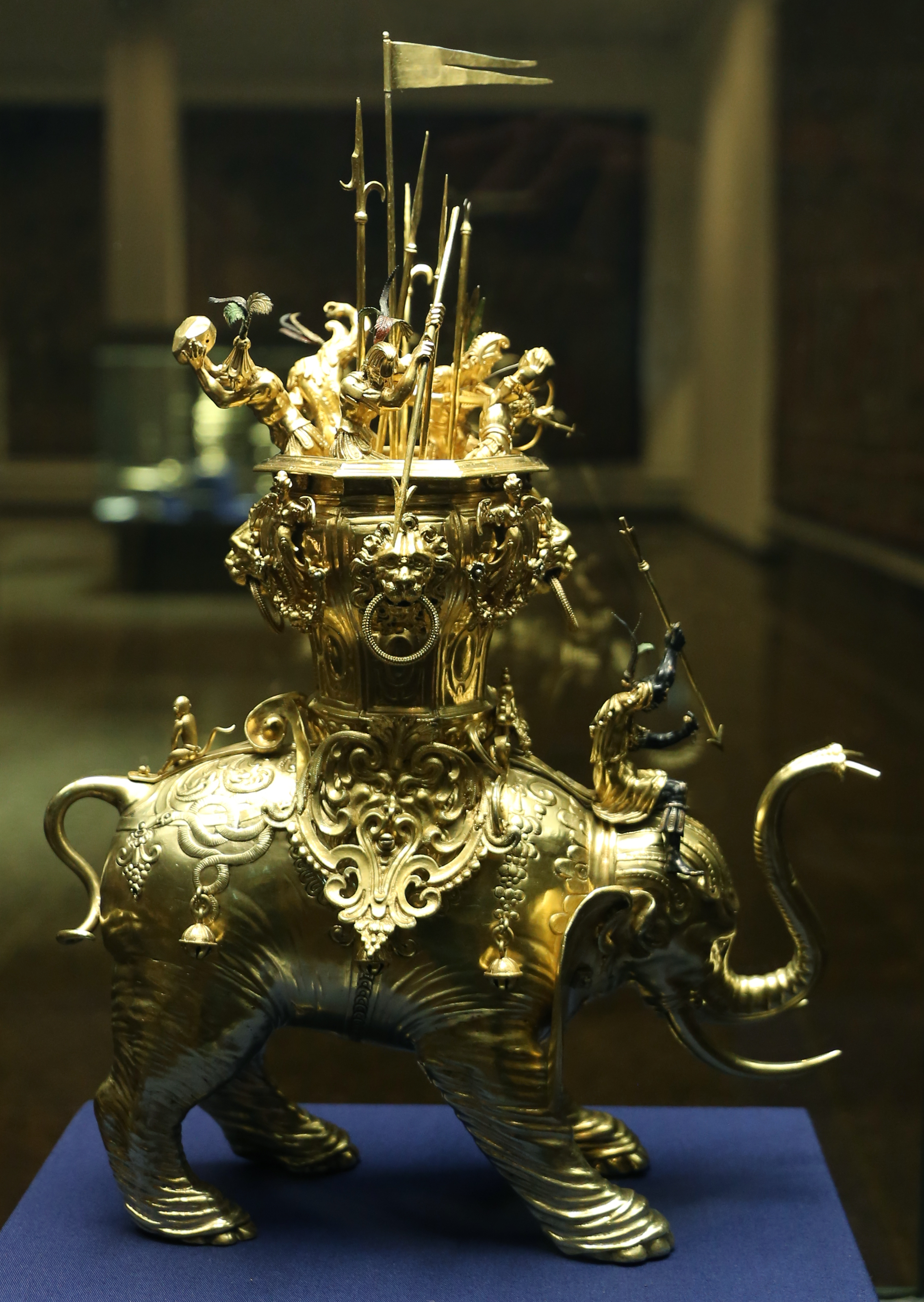
Сосуд в форме боевого слона. Ок. 1600. Серебро, золочение. Музей художественных ремёсел, Берлин
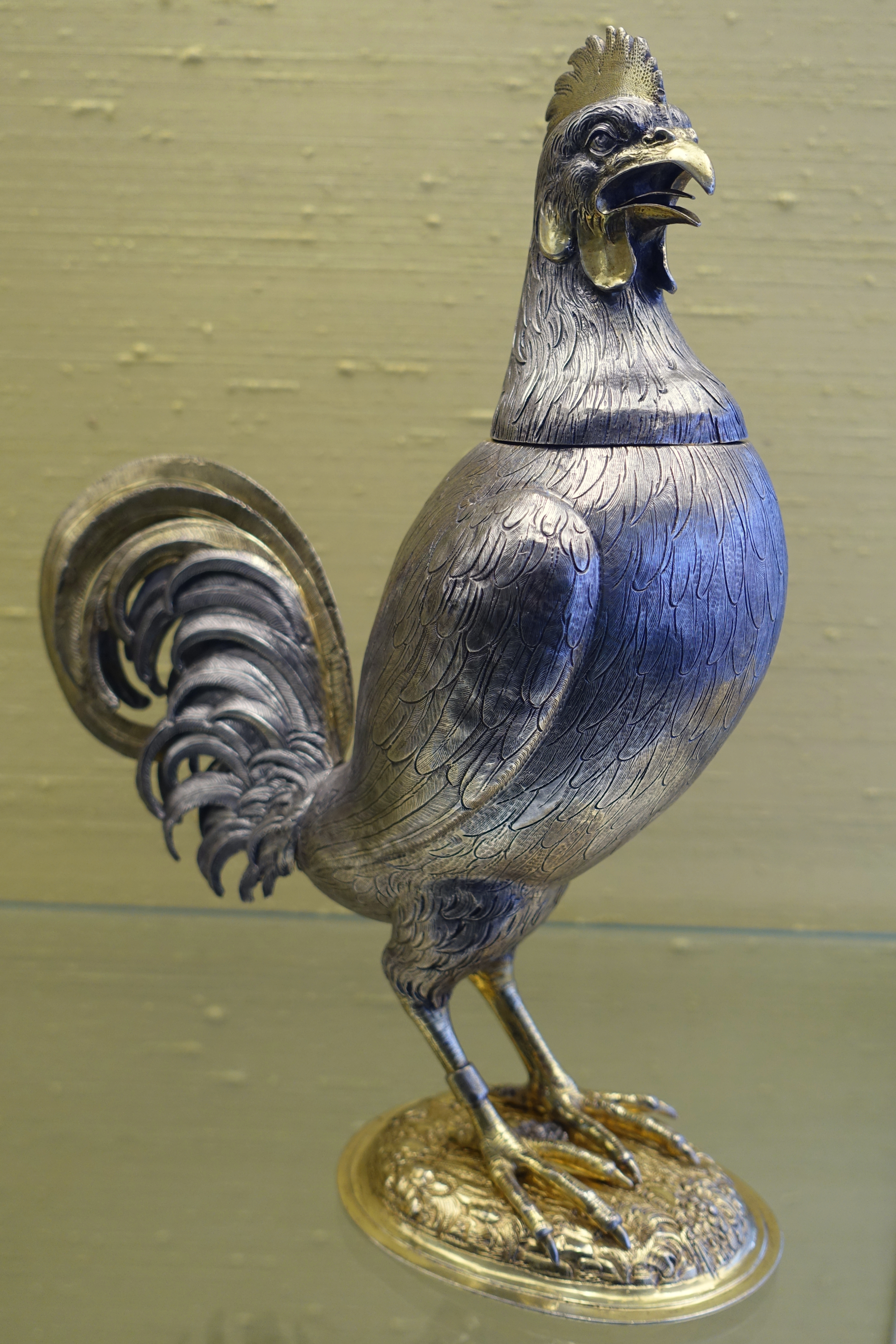
Сосуд в форме петуха. 1599. Серебро, чеканка. Германский национальный музей, Нюрнберг
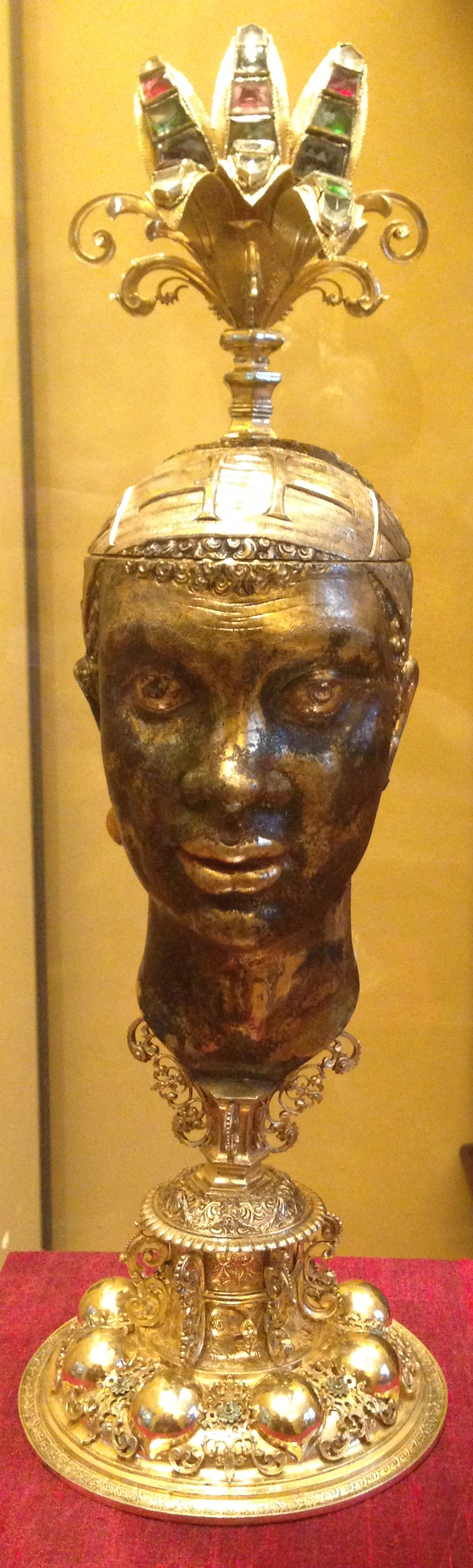
Кубок в виде головы мавра. Между 1593 и 1602. Серебро, золото, кварц, эмаль. Баварский национальный музей, Мюнхен
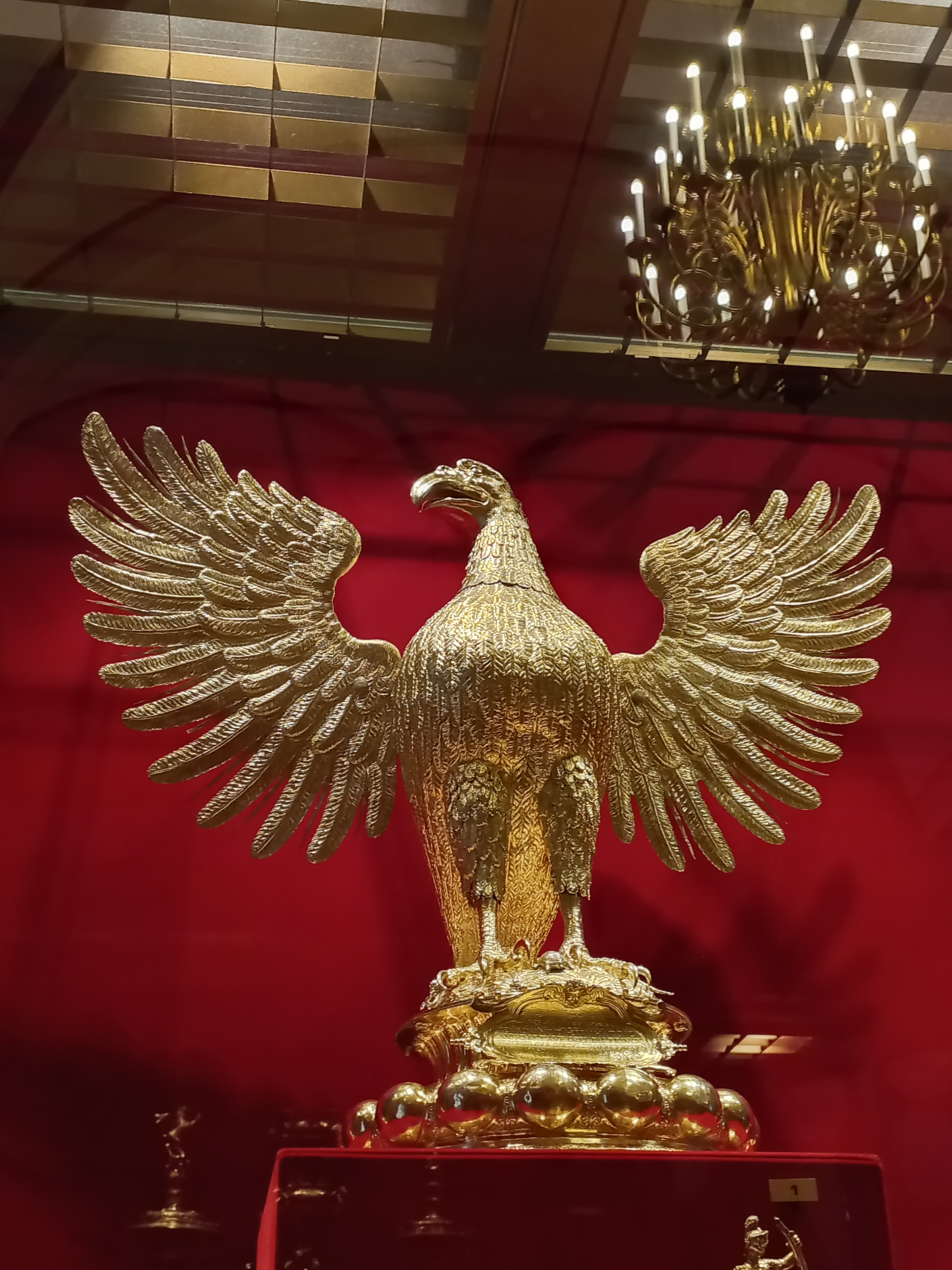
Сосуд в виде орла. 1595. Серебро, золочение. Приобретён в 1628 году из собрания датского короля Кристиана IV. Собрание Оружейной палаты Московского кремля
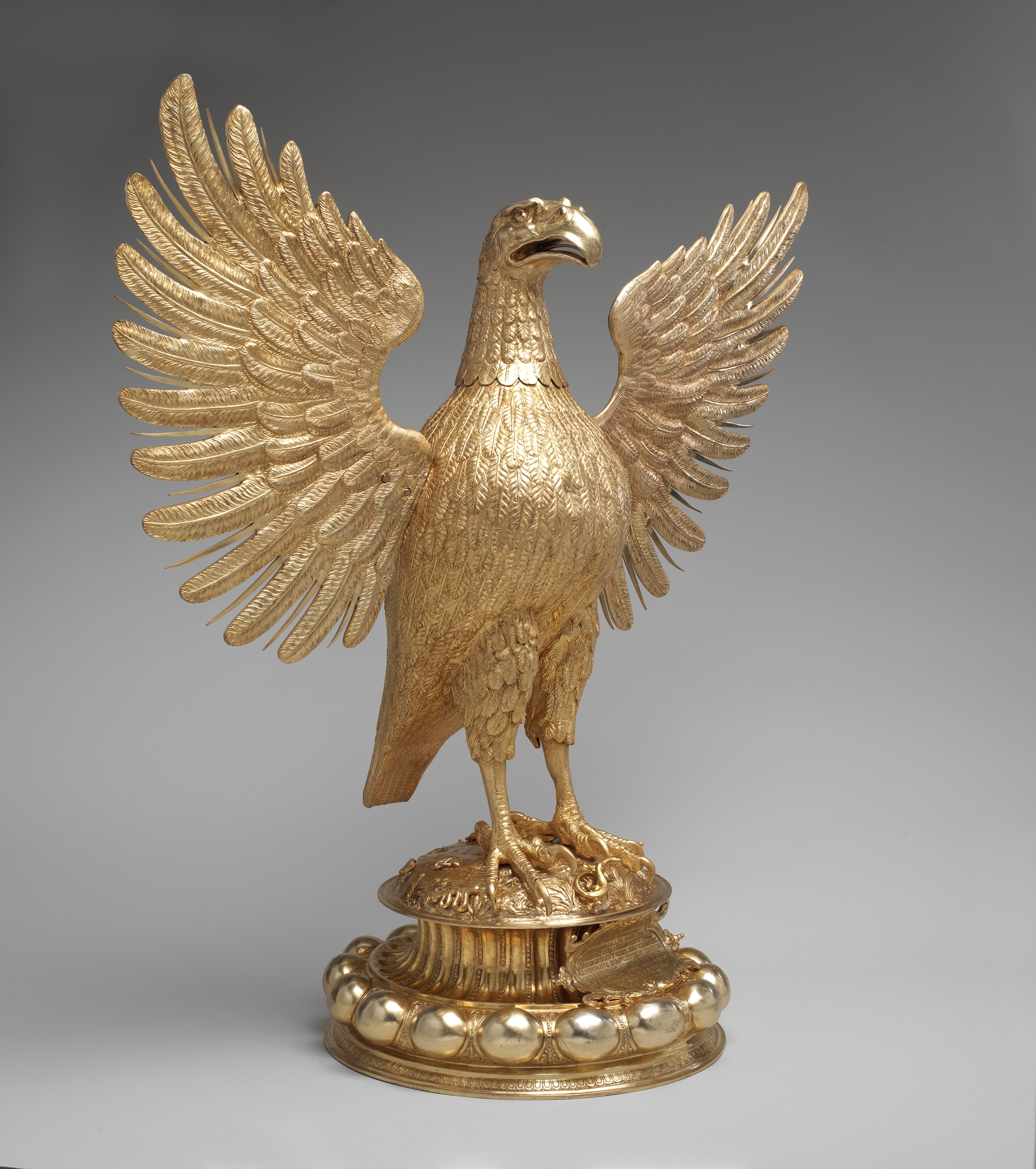
Сосуд в виде орла. 1595. Серебро, золочение (гальванокопия). Метрополитен-музей, Нью-Йорк
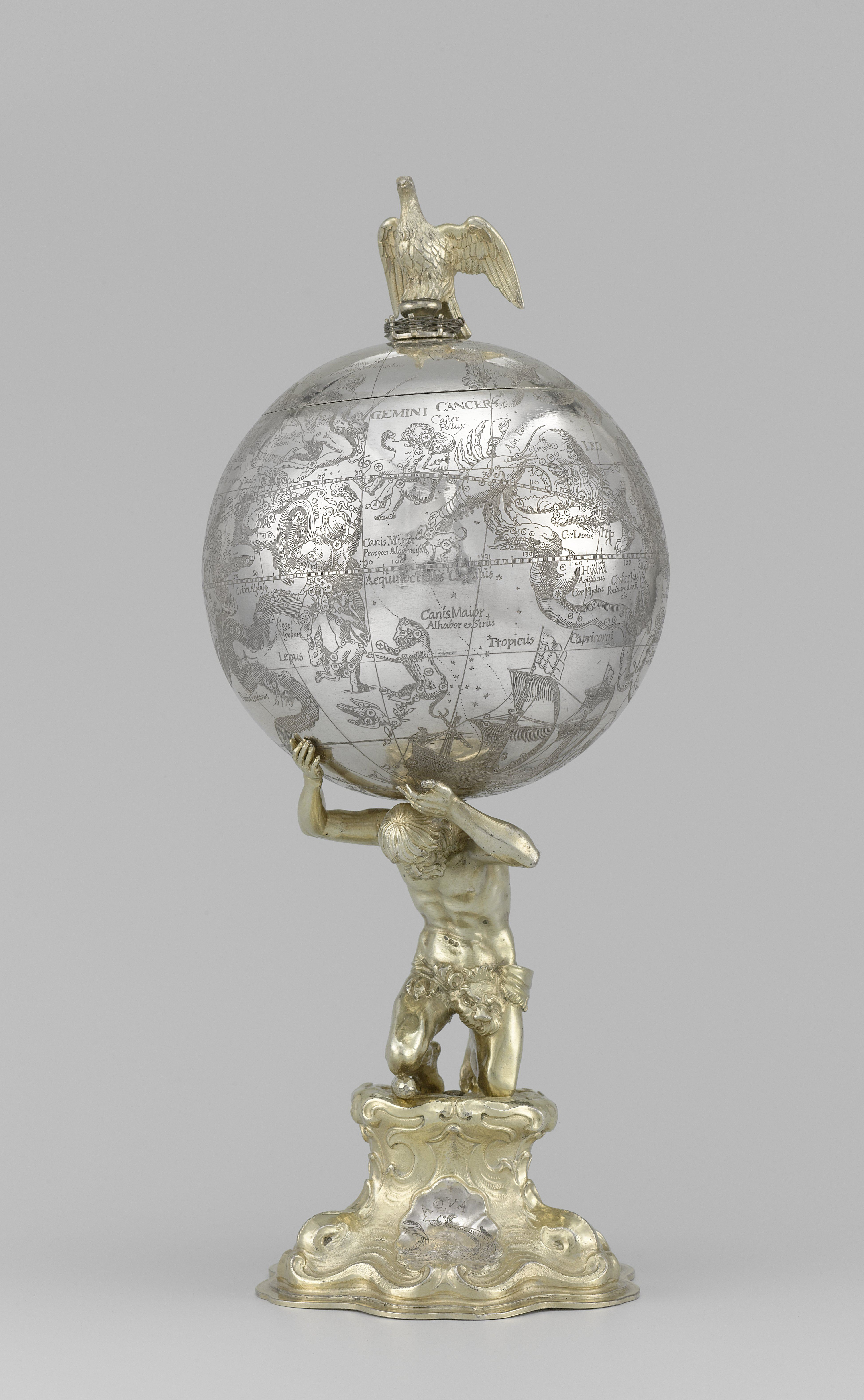
Кубок с Геркулесом-атлантом, держащим на своих плечах небесный свод. 1640. Серебро. Рейксмюсеум, Амстердам
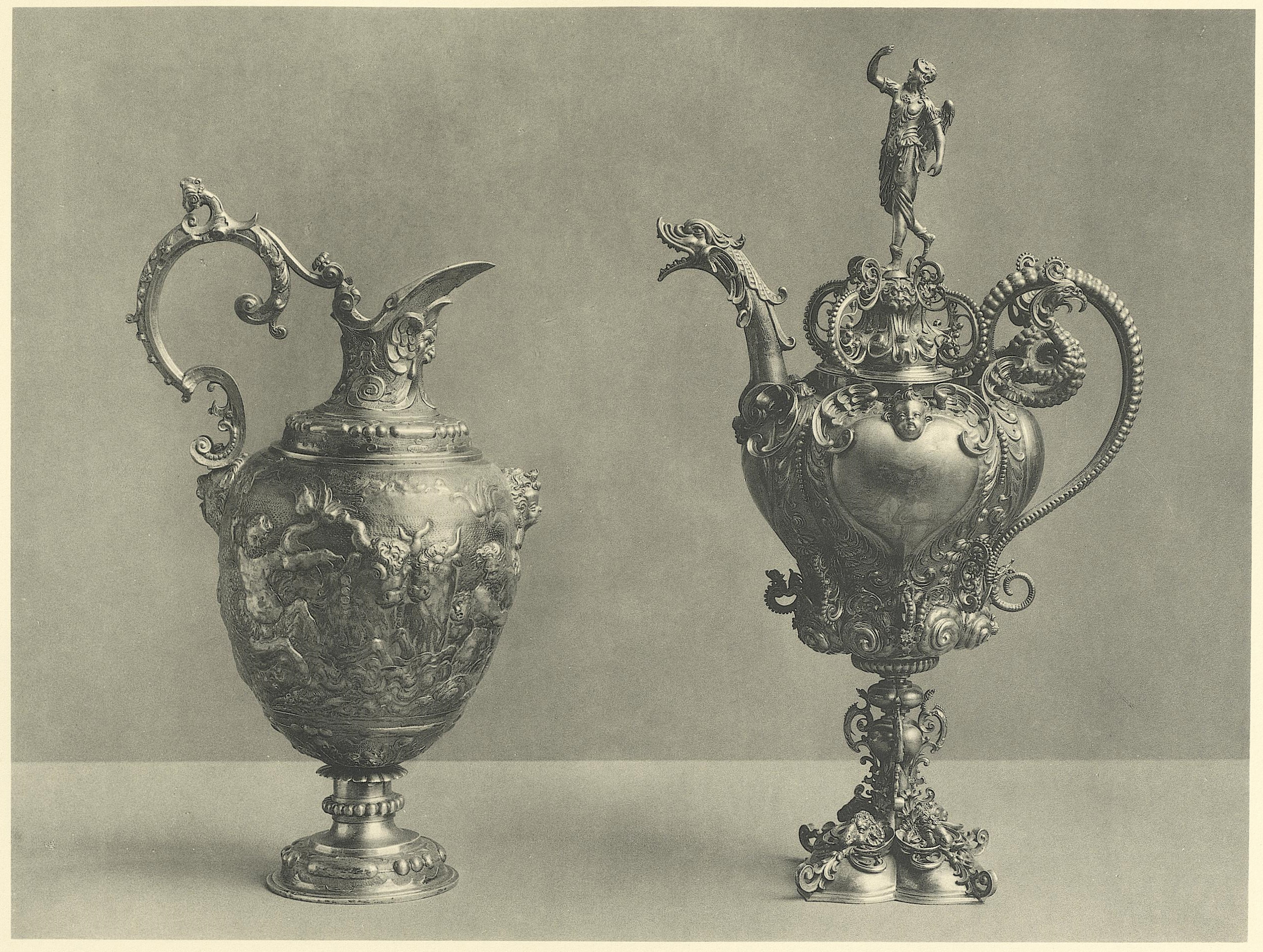
Сосуды мастерской К. Ямницера в Нюрнберге. Собрание музея Грюнес гевёльбе, Дрезден. Фотография 1928 г.